# Buck John
Ne doit pas être confondu avec Buck Jones.
Buck John est un périodique de bande dessinée de western publié par l'éditeur français de petit format Impéria. Ses 613 numéros ont été publiés de septembre 1953 au printemps 1986; ce qui en fait l'un des petits formats à la publication continue la plus longue.
Buck John publiait, outre la série britannique éponyme inspirée par l'acteur Buck Jones, diverses séries britanniques, italiennes, espagnoles et américaines.

## Séries publiées
- Buck Jones
- Buffalo Bill
- Davy Crocket
- Kit Carson
- Lucky Lannagan
- Wambi Jungle Boy